# Cosoba
Cosoba est une commune roumaine située dans le județ de Giurgiu.